# Stregna
Stregna (Sloveens: Srednje) is een gemeente in de Italiaanse provincie Udine (regio Friuli-Venezia Giulia) en telt 434 inwoners (31-12-2004). De oppervlakte bedraagt 19,7 km², de bevolkingsdichtheid is 24 inwoners per km².

## Demografie
Stregna telt ongeveer 220 huishoudens. Het aantal inwoners daalde in de periode 1991-2001 met 15,2% volgens cijfers uit de tienjaarlijkse volkstellingen van ISTAT.
| Jaar | Inwoneraantal |
| ---- | ------------- |
| 1991 | 538           |
| 2001 | 456           |

## Geografie
Stregna grenst aan de volgende gemeenten: Kanal ob Soči (Slovenië), Grimacco (Sl.: Garmik), Prepotto (Sl.: Praprotno) en San Leonardo (Sl.: Podutana).